# Giovanni Jona-Lasinio
Giovanni Jona-Lasinio, noto anche come Gianni Jona (Firenze, 20 luglio 1932), è un fisico italiano, conosciuto in campo internazionale per i suoi lavori riguardanti la teoria dei campi e la meccanica statistica.
Pioniere della ricerca teorica riguardante la rottura spontanea di simmetria, ha dato il nome al modello di Nambu – Jona-Lasinio. È stato professore ordinario di Metodi Matematici per la Fisica presso l'Università "La Sapienza" di Roma. È membro dell'Accademia dei Lincei.

## Biografia
Di origine ebraica per parte di padre, si laurea in fisica alla Sapienza nel 1956. Qui rimane come assistente e come ricercatore associato all'INFN di Roma, fino al 1970, quando diviene ordinario di fisica teorica all'Università di Padova, dove insegna elettrodinamica. Nel 1974 diviene professore ordinario di metodi matematici della fisica all'Università "La Sapienza", ruolo che ha ricoperto fino al pensionamento, quindi la nomina a professore emerito.
Ha svolto attività di didattica e di ricerca anche in numerose università straniere, tra cui la University of Chicago (1959-60), il CERN (1964-65), il MIT (1965-66), l'Institut des Hautes Études Scientifiques (1980-81), l'Università Pierre e Marie Curie (1983-84).
In generale, la figura di Giovanni Jona-Lasinio è stata un importante punto di incontro tra fisica e fisica matematica italiane ed internazionali. La sua personalità scientifica si è espressa anche tramite numerosi scritti interdisciplinari, nonché attraverso studi della storia della Fisica e della Scienza italiane ed internazionali. Jona-Lasinio è tuttora direttore di numerosi progetti di ricerca nazionali. Notevole è anche il suo impegno didattico, tanto che in ambiente accademico si parla talora di scuola Jona-Lasinio per indicare i ricercatori da lui formati.

## Attività scientifica
Tra i principali risultati ottenuti da Giovanni Jona-Lasinio vi sono:
- l'introduzione (con Yōichirō Nambu) del modello di Nambu e Jona-Lasinio all'inizio degli anni sessanta, che descrive correttamente la fenomenologia alle basse energie delle interazioni forti ed introduce, in maniera che si è successivamente rivelata essenziale per la comprensione della materia alle alte energie, il concetto di rottura di simmetria.
- il conseguente studio dei fenomeni critici in teoria dei campi ed in meccanica statistica. I metodi introdotti da Giovanni Jona-Lasinio (insieme con Carlo Di Castro), sono stati alla base delle tecniche sviluppate da Kenneth Geddes Wilson per la teoria sulle transizioni di fase, che gli valse il Premio Nobel per la fisica nel 1982. Lo stesso Wilson ha dato ampio credito a Jona-Lasinio e Di Castro, riconoscendoli come pionieri del settore.
- l'introduzione all'inizio degli anni ottanta di tecniche rigorose per stime di limite semiclassico in meccanica quantistica.
- l'introduzione di modelli rigorosi per lo studio della meccanica statistica del non-equilibrio.

## Riconoscimenti
- 2004: il Journal of Statistical Physics, una delle riviste più affermate nel settore, ha dedicato un numero speciale in onore di Giovanni Jona-Lasinio.[1]
- 2006: Premio Feltrinelli.[2]
- 2012: Premio Dannie Heineman per la fisica matematica dell'American Physical Society[3].
- 2013: Medaglia Boltzmann[4].
- 2024: Premio Ugo Fano [5].